# Екатерина Трендафилова
Проф. д-р Екатерина Трендафилова е български юрист, ръководеща Специализиран трибунал за Косово от януари 2017 г.

## Биография
Екатерина Трендафилова е родена в София. Известно време живее в Пловдив, където учи в английската езикова гимназия „Пловдив“. Аспирант е при академик Стефан Павлов. Работи като прокурор. Специализира в Германия и САЩ. Получава стипендии „Александър фон Хумболт“ и „Фулбрайт“. Представител е на България в Комисията на ООН по превенция на престъпността и наказателно правосъдие и е експерт към Европейската комисия в проект за независимо, надеждно и ефективно правосъдие на Балканите. Участва в международни конференции и изнася лекции в Токийския и Калифорнийския университети.
Към 2002 г. преподава наказателно-процесуално право в Софийския университет „Климент Охридски“. Към 2005 г. преподава „наказателен процес“ в Софийския университет.
От 1997 до 2006 г. е водещ експерт в изработката на новия тогава Наказателно-процесуален кодекс и работи по други законодателни инициативи, свързани със съдебната реформа. Председател е на направлението по наказателноправни науки в Консултативния съвет по законодателство при Народното събрание в XXXIX и XL Народно събрание. През януари 2006 г. е поканена за член на временна комисия за подготовка на промените в конституцията на България.
На 11 март 2006 г. Трендафилова започва деветгодишен мандат в Международния наказателен съд (МНС). Избрана е с 82 гласа от 100 възможни и е първият юрист, спечелил на първи тур при гласуването на дипломати от 99 държави. Участва като председател на съдебен състав и председател на едно от трите наказателни отделения. През януари 2012 г. председателства състава на съда по делата срещу Ухуру Кенята (вицепремиер на Кения), Уилям Руто (депутат и водач на опозицията в Кения) и още четирима кенийци за престъпления срещу човечеството. През ноември 2014 г. участва в срещи с председателя на конституционния съд Димитър Токушев, с президента Росен Плевнелиев, с министър-председателя Бойко Борисов, както и с членове на Висшия съдебен съвет, заедно с колеги от МНС, при посещение на България по покана на главния прокурор Сотир Цацаров. Мандатът ѝ в МНС приключва през 2015 г.
На 15 декември 2016 г. Трендафилова е избрана сред 148 кандидати мястото за първи председател на новосъздадената структура „Специализирани съдебни състави и Специализирана прокуратура за Косово“ със седалище в Хага, чиято дейност е да разглежда дела за престъпления срещу мира и човечеството, извършени от Армията за освобождение на Косово.

## Награди
През 2000 г. Трендафилова получава награда за принос в правната литература за книгата си „Промените в НПК от 1999 г. – Теоретични положения, законодателни решения, тенденции“.

## Личен живот
Женена, с едно дете.